# Euplexia illustrata
Euplexia illustrata là một loài bướm đêm trong họ Noctuidae.